# Natação nos Jogos Olímpicos de Verão de 2012 - 200 m livre masculino
A competição dos 200 metros livre masculino da natação nos Jogos Olímpicos de Verão de 2012 foi disputada nos dias 29 e 30 de julho no Centro Aquático de Londres.

## Medalhistas
| Ouro  | FRA Yannick Agnel              |
| Prata | CHN Sun Yang KOR Park Tae-Hwan |

## Recordes
Antes desta competição, os recordes mundiais e olímpicos da prova eram os seguintes:
| Tipo | Atleta          | Tempo   | Local  | Data                 |
| ---- | --------------- | ------- | ------ | -------------------- |
|      | Paul Biedermann | 1:42.00 | Roma   | 28 de julho de 2009  |
|      | Michael Phelps  | 1:42.96 | Pequim | 12 de agosto de 2008 |

## Resultados

### Eliminatórias
| Pos. | Elim. | Raia | Nadador                  | CON                      | Tempo   | Notas            |
| ---- | ----- | ---- | ------------------------ | ------------------------ | ------- | ---------------- |
| 1    | 5     | 5    | Sun Yang                 | CHN China                | 1:46.24 | Q                |
| 2    | 5     | 4    | Ryan Lochte              | USA Estados Unidos       | 1:46.45 | Q                |
| 3    | 6     | 4    | Yannick Agnel            | FRA França               | 1:46.60 | Q                |
| 4    | 4     | 5    | Danila Izotov            | RUS Rússia               | 1:46.61 | Q                |
| 5    | 6     | 5    | Park Tae-Hwan            | KOR Coreia do Sul        | 1:46.79 | Q                |
| 6    | 4     | 2    | Robert Renwick           | GBR Grã-Bretanha         | 1:46.86 | Q                |
| 7    | 6     | 2    | Kenrick Monk             | AUS Austrália            | 1:46.94 | Q                |
| 8    | 5     | 3    | Ricky Berens             | USA Estados Unidos       | 1:47.07 | Q                |
| 9    | 5     | 7    | Dominik Kozma            | HUN Hungria              | 1:47.18 | Q                |
| 10   | 4     | 4    | Paul Biedermann          | GER Alemanha             | 1:47.27 | Q                |
| 11   | 6     | 3    | Sebastiaan Verschuren    | NED Países Baixos        | 1:47.31 | Q                |
| 12   | 4     | 3    | Grégory Mallet           | FRA França               | 1:47.39 | Q                |
| 13   | 6     | 6    | Thomas Fraser-Holmes     | AUS Austrália            | 1:47.50 | Q                |
| 14   | 5     | 2    | Brett Fraser             | CAY Ilhas Cayman         | 1:47.74 | Q                |
| 15   | 6     | 7    | Artem Lobuzov            | RUS Rússia               | 1:47.91 | Q                |
| 16   | 4     | 6    | Dominik Meichtry         | SUI Suíça                | 1:47.97 | Q                |
| 17   | 3     | 3    | Blake Worsley            | CAN Canadá               | 1:48.14 |                  |
| 18   | 6     | 1    | Matthew Stanley          | NZL Nova Zelândia        | 1:48.19 |                  |
| 19   | 4     | 1    | Ieuan Lloyd              | GBR Grã-Bretanha         | 1:48.52 |                  |
| 20   | 6     | 8    | Shaune Fraser            | CAY Ilhas Cayman         | 1:48.53 |                  |
| 21   | 3     | 4    | Nimrod Shapira Bar-Or    | ISR Israel               | 1:48.60 |                  |
| 22   | 3     | 5    | Cristian Quintero        | VEN Venezuela            | 1:48.71 |                  |
| 23   | 5     | 6    | Li Yunqi                 | CHN China                | 1:48.72 |                  |
| 24   | 4     | 7    | Clemens Rapp             | GER Alemanha             | 1:48.75 |                  |
| 25   | 3     | 7    | Glenn Surgeloose         | BEL Bélgica              | 1:48.77 |                  |
| 26   | 5     | 8    | Benjamin Hockin          | PAR Paraguai             | 1:48.91 |                  |
| 27   | 3     | 2    | David Brandl             | AUT Áustria              | 1:49.00 |                  |
| 27   | 5     | 1    | Dion Dreesens            | NED Países Baixos        | 1:49.00 |                  |
| 29   | 4     | 8    | Marco Belotti            | ITA Itália               | 1:49.14 |                  |
| 30   | 3     | 6    | Ahmed Mathlouthi         | TUN Tunísia              | 1:49.68 |                  |
| 31   | 2     | 5    | Matias Koski             | FIN Finlândia            | 1:49.84 |                  |
| 32   | 2     | 4    | Radovan Siljevski        | SRB Sérvia               | 1:51.40 |                  |
| 33   | 2     | 2    | Mario Montoya            | CRC Costa Rica           | 1:51.66 |                  |
| 34   | 2     | 3    | Sebastián Jahnsen Madico | PER Peru                 | 1:52.36 |                  |
| 35   | 3     | 8    | Tiago Venâncio           | POR Portugal             | 1:52.36 |                  |
| 36   | 2     | 6    | Jessie Lacuna            | PHI Filipinas            | 1:52.91 |                  |
| 37   | 1     | 4    | Nicholas Schwab          | DOM República Dominicana | 1:53.41 | Recorde nacional |
| 38   | 2     | 7    | Raúl Martínez Colomer    | PUR Porto Rico           | 1:54.23 |                  |
| 39   | 1     | 5    | Mathieu Marquet          | MRI Maurício             | 1:58.91 |                  |
| 40   | 1     | 3    | Anderson Lim             | BRU Brunei               | 2:02.26 | Recorde nacional |
| 41   | 3     | 1    | Mads Glæsner             | DEN Dinamarca            | DNS     |                  |

### Semifinal

#### Semifinal 1
| Pos. | Raia | Nadador          | CON                | Tempo   | Notas |
| ---- | ---- | ---------------- | ------------------ | ------- | ----- |
| 1    | 2    | Paul Biedermann  | GER Alemanha       | 1:46.10 | Q     |
| 2    | 4    | Ryan Lochte      | USA Estados Unidos | 1:46.31 | Q     |
| 3    | 3    | Robert Renwick   | GBR Grã-Bretanha   | 1:46.65 | Q     |
| 3    | 5    | Danila Izotov    | RUS Rússia         | 1:46.65 | Q     |
| 5    | 6    | Ricky Berens     | USA Estados Unidos | 1:46.87 |       |
| 6    | 1    | Brett Fraser     | CAY Ilhas Cayman   | 1:47.01 |       |
| 7    | 7    | Grégory Mallet   | FRA França         | 1:47.56 |       |
| 8    | 8    | Dominik Meichtry | SUI Suíça          | 1:48.25 |       |

#### Semifinal 2
| Pos. | Raia | Nadador               | CON               | Tempo   | Notas |
| ---- | ---- | --------------------- | ----------------- | ------- | ----- |
| 1    | 4    | Sun Yang              | CHN China         | 1:45.61 | Q     |
| 2    | 5    | Yannick Agnel         | FRA França        | 1:45.84 | Q     |
| 3    | 3    | Park Tae-Hwan         | KOR Coreia do Sul | 1:46.02 | Q     |
| 4    | 1    | Thomas Fraser-Holmes  | AUS Austrália     | 1:46.80 | Q     |
| 5    | 2    | Dominik Kozma         | HUN Hungria       | 1:46.93 |       |
| 6    | 7    | Sebastiaan Verschuren | NED Países Baixos | 1:46.95 |       |
| 7    | 6    | Kenrick Monk          | AUS Austrália     | 1:47.38 |       |
| 8    | 8    | Artem Lobuzov         | RUS Rússia        | 1:48.26 |       |

### Final
| Pos.             | Raia | Nadador              | CON                | Tempo   | Notas            |
| ---------------- | ---- | -------------------- | ------------------ | ------- | ---------------- |
| Medalha de ouro  | 5    | Yannick Agnel        | FRA França         | 1:43.14 | Recorde nacional |
| Medalha de prata | 4    | Sun Yang             | CHN China          | 1:44.93 | Recorde nacional |
| Medalha de prata | 3    | Park Tae-Hwan        | KOR Coreia do Sul  | 1:44.93 |                  |
| 4                | 2    | Ryan Lochte          | USA Estados Unidos | 1:45.04 |                  |
| 5                | 6    | Paul Biedermann      | GER Alemanha       | 1:45.53 |                  |
| 6                | 1    | Robert Renwick       | GBR Grã-Bretanha   | 1:46.53 |                  |
| 7                | 8    | Thomas Fraser-Holmes | AUS Austrália      | 1:46.93 |                  |
| 8                | 7    | Danila Izotov        | RUS Rússia         | 1:47.75 |                  |

Legenda
| Recorde mundial      | Recorde mundial (World record)               |                       | Recorde africano                      | Recorde africano (African) |                                           | Q | Classificado por posição (Qualified) |
| Recorde olímpico     | Recorde olímpico (Olympic record)            | Recorde da América    | Recorde da América (Americas)         | q                          | Classificado por melhor tempo (Qualified) |   |                                      |
| Melhor marca do ano  | Melhor marca do ano (World leading)          | Recorde asiático      | Recorde asiático (Asian)              | DNS                        | Não largou (Did not start)                |   |                                      |
| Recorde nacional     | Recorde nacional (National record)           | Recorde europeu       | Recorde europeu (European)            | DNF                        | Não terminou (Did not finish)             |   |                                      |
| Recorde pessoal      | Recorde pessoal do atleta (Personal best)    | Recorde da Oceania    | Recorde da Oceania (Oceania)          | DSQ / DQ                   | Desclassificado (Disqualified)            |   |                                      |
| Recorde da temporada | Recorde da temporada do atleta (Season best) | Recorde sul-americano | Recorde sul-americano (South America) | NM                         | Sem marca (No mark)                       |   |                                      |